# Solanum parvifolium
Solanum parvifolium är en potatisväxtart som beskrevs av Robert Brown. Solanum parvifolium ingår i släktet skattor som ingår i familjen potatisväxter.

## Underarter
Arten delas in i följande underarter:
- S. p. parvifolium
- S. p. tropicum